# Čchu-siung
Čchu-siung (čínsky pchin-jinem Chǔxióng, znaky 楚雄), plným názvem Iský autonomní kraj Čchu-siung (čínsky v českém přepisu Čchu-siung i-cu c’-č’-čou, pchin-jinem Chǔxióng Yízú Zìzhìzhōu, znaky zjednodušené 楚雄彝族自治州), je autonomní kraj v provincii Jün-nan v jihozápadní Číně. Má rozlohu 28 417 km² a žije v něm téměř dva a půl milionu obyvatel.

## Geografie

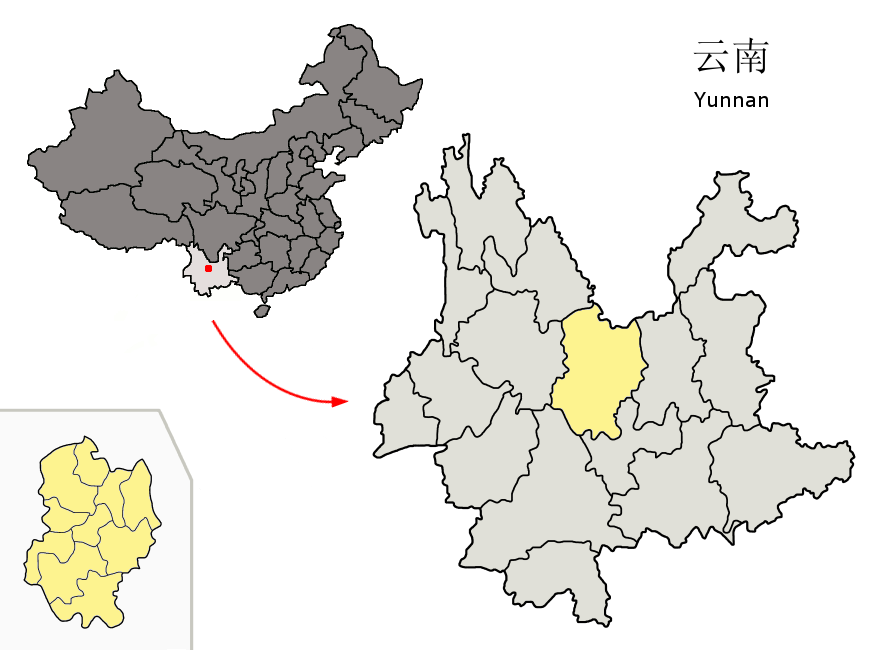
Čchu-siung (žlutě) na mapě provincie Jün-nan

Iský autonomní kraj Čchu-siung se nachází na v centrální části provincie Jün-nan v jihozápadní Číně. Na severu hraničí s provincií S’-čchuan, na východě s městskou prefekturou Kchun-ming, na jihovýchodě s městskou prefekturou Jü-si, na jihozápadě s  městskou prefekturou Pchu-er, na západě s autonomním krajem Ta-li a na severozápadě s městskou prefekturou Li-ťiang.

## Demografie
Podle sčítání lidu roku 2020 žilo v kraji 2 416 747 obyvatel na rozloze 28 417 km². O deset let dříve bylo napočteno 2 684 169 obyvatel, roku 2000 2 542 530 obyvatel. Roku 2000 bylo 67,5 % obyvatel Chanů, z dalších národností zde žili především Iové (26,3 %), Lisuové (2 %) a Miaové (1,6 %); zbytek (2,6 % obyvatelstva) tvořili příslušníci jiných národností.

## Administrativní členění
Autonomní kraj Čchu-siung se člení na deset celků okresní úrovně, a sice dva městské okresy a osm okresů.
| městský okres · Čchu-siung městský okres · Lu-feng okres · Šuang-paj okres · Mou-ting okres · Nan-chua okres · Jao-an okres · Ta-jao okres · Jung-žen okres · Jüan-mou okres · Wu-ting |        |                       |                    |                                  |
| Název | Název  | Počet obyvatel (2020) | Rozloha km² (2020) | Hustota zalidnění (obyv. na km²) |
| český přepis | znaky  | Počet obyvatel (2020) | Rozloha km² (2020) | Hustota zalidnění (obyv. na km²) |
| Městské okresy |        |                       |                    |                                  |
| Čchu-siung | 楚雄市 | 631 530               | 4 434              | 142                              |
| Lu-feng | 禄丰县 | 366 512               | 3 538              | 104                              |
| Okresy |        |                       |                    |                                  |
| Šuang-paj | 双柏县 | 133 884               | 3 887              | 34                               |
| Mou-ting | 牟定县 | 149 437               | 1 449              | 103                              |
| Nan-chua | 南华县 | 203 704               | 2 264              | 90                               |
| Jao-an | 姚安县 | 164 165               | 1 697              | 97                               |
| Ta-jao | 大姚县 | 228 961               | 4 036              | 57                               |
| Jung-žen | 永仁县 | 97 985                | 2 143              | 46                               |
| Jüan-mou | 元谋县 | 201 510               | 2 029              | 99                               |
| Wu-ting | 武定县 | 239 059               | 2 940              | 81                               |
| |        |                       |                    |                                  |
| Celkem | Celkem | 2 416 747             | 28 417             | 85                               |